# Tyrique George
Tyrique Aaron Delali Yusuff George, couramment appelé Tyrique George, né le 4 février 2006 à Camden dans le Grand Londres, est un footballeur anglais qui évolue au poste d'ailier gauche au Chelsea FC.

## Biographie

### Carrière en club
George rejoint l'académie de Chelsea à l'âge de huit ans, après avoir été repéré alors qu'il jouait pour le TFA Totteridge FC. Il progresse au sein des équipes de jeunes du club, se distinguant notamment en championnat d'Angleterre U18 avec un but remarquable de 35 mètres contre Crystal Palace en avril 2023, qui attire l'attention sur son potentiel.
Le 17 juin 2024, il signe son premier contrat professionnel avec Chelsea, le liant au club jusqu'en 2027, avec une option pour une année supplémentaire. Il fait ses débuts en équipe première le 29 août 2024 lors d'un match de Ligue Conférence contre le Servette FC.
Au cours de la saison 2024-2025, George s'impose progressivement dans l'effectif professionnel. Il inscrit son premier but en compétition européenne le 10 avril 2025 contre la Legia Varsovie, puis marque son premier but en Premier League le 20 avril 2025 lors d'une victoire contre Fulham. Il devient ce faisant le plus jeune buteur de Chelsea en championnat depuis Callum Hudson-Odoi en 2020. Il remporte l'UEFA Conférence League avec Chelsea lors de la saison 2024-2025.

### Carrière en sélection
D'origine ghanéenne et nigériane, George est éligible pour représenter les deux nations en plus de l'Angleterre au niveau international. Il fait ses débuts avec l'équipe d'Angleterre des moins de 19 ans le 4 septembre 2024 face à l'Italie.

## Statistiques

### En club
| Saison                | Club                  | Championnat           | Championnat | Championnat | Championnat | Coupe nationale | Coupe nationale | Coupe nationale | Coupe de la Ligue | Coupe de la Ligue | Coupe de la Ligue | Compétition(s) continentale(s) | Compétition(s) continentale(s) | Compétition(s) continentale(s) | Compétition(s) continentale(s) | Coupe du monde des clubs | Coupe du monde des clubs | Coupe du monde des clubs | Total | Total | Total |
| Saison                | Club                  | Division              | M.          | B.          | P.d.        | M.              | B.              | P.d.            | M.                | B.                | P.d.              | Comp.                          | M.                             | B.                             | P.d.                           | M.                       | B.                       | P.d.                     | M.    | B.    | P.d.  |
| 2024-2025             | Chelsea FC            | Premier League        | 8           | 1           | 1           | 2               | 0               | 2               | 1                 | 0                 | 0                 | C4                             | 13                             | 1                              | 2                              | 2                        | 1                        | 0                        | 26    | 3     | 5     |
| Total sur la carrière | Total sur la carrière | Total sur la carrière | 8           | 1           | 1           | 2               | 0               | 2               | 1                 | 0                 | 0                 | -                              | 13                             | 1                              | 2                              | 2                        | 1                        | 0                        | 26    | 3     | 5     |

## Palmarès

### En club
Chelsea FC
- Vainqueur de la Ligue Conférence de l'UEFA en 2025.
- Vainqueur de la Coupe du Monde des Clubs en 2025 .